# Therobia secunda
Therobia secunda är en tvåvingeart som först beskrevs av Paramonov 1955.  Therobia secunda ingår i släktet Therobia och familjen parasitflugor. Inga underarter finns listade i Catalogue of Life.